# Большое Иголкино
Большое Иго́лкино — деревня в Павловском районе Нижегородской области. Входит в состав Варежского сельсовета .

## История
Деревня Иголкино-Веревкино впервые упоминается в писцовых книгах 1628-30 годов, в ней было 11 дворов крестьянских, 4 бобыльских и 4 пустых.
В конце XIX — начале XX века деревня входила в состав Варежской волости Муромского уезда Владимирской губернии, с 1926 года — в составе Арефинской волости. В 1859 году в деревне числилось 44 дворов, в 1905 году — 47 дворов, в 1926 году — 91 дворов.
С 1929 года деревня являлась центром Большеиголкинского сельсовета Павловского района Горьковского края, с 1931 года — в составе Малоиголкинского сельсовета, с 1936 года — в составе Горьковской области, с 1954 года — в составе Варежского сельсовета.

## Население
| 1859 | 1905 | 1926 | 2002 | 2010 |
| ---- | ---- | ---- | ---- | ---- |
| 313  | ↗360 | ↗483 | ↘66  | ↘45  |